# Viviane Gouverneur
Viviane Gouverneur (1940) è un'ex nuotatrice francese.
Specializzata nello stile libero, ha partecipato ai Giochi di Melbourne 1956, gareggiando nei 400m sl e nella Staffetta 4x100m sl.